# 시다군 (태국)
시다군은 나콘랏차시마주의 행정 구역이다. 이 지역의 총 인구 수는 2000년 기준으로 24540명이다. 인구 밀도는 144.3km2이다.

## 행정 구역
| 1. | Sida         | สีดา        |  |
| 2. | Phon Thong   | โพนทอง     |  |
| 3. | Non Pradu    | โนนประดู่    |  |
| 4. | Sam Mueang   | สามเมือง    |  |
| 5. | Nong Tat Yai | หนองตาดใหญ่ |  |